# Айбатхановское лесничество
Айбатхановское лесничество — село в Тарумовском районе Дагестана. Входит в состав Уллубиевского сельсовета.

## География
Село находится на правом берегу реки Таловка, на расстоянии 18 км к юго-востоку от села Тарумовка, административного центра района.

## Население
| 1970 | 1989 | 2002 | 2010 | 2021 |
| ---- | ---- | ---- | ---- | ---- |
| 111  | ↗449 | ↘94  | ↘90  | ↗120 |

### Национальный состав
По результатам переписи 2010 года:
| № | Национальность | Численность, чел. | Доля   |
| - | -------------- | ----------------- | ------ |
| 1 | аварцы         | 87                | 96,7 % |
| 2 | другие         | 3                 | 3,3 %  |